# Margareta Saraechhia

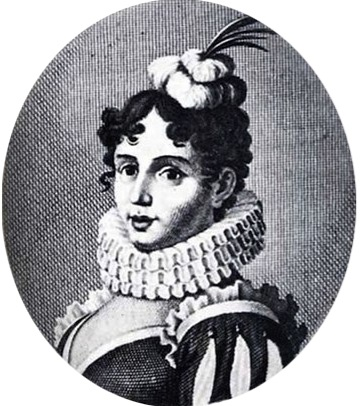
Margareta Saraechhia

Margareta Saraechhia, eller Sarocchi, född 1569, död 29 oktober 1617, var en italiensk författare. Hon var från Neapel. Hon var latinpoet och hennes hem var känt som en lärd akademi. 